# Spodoptera frugiperda

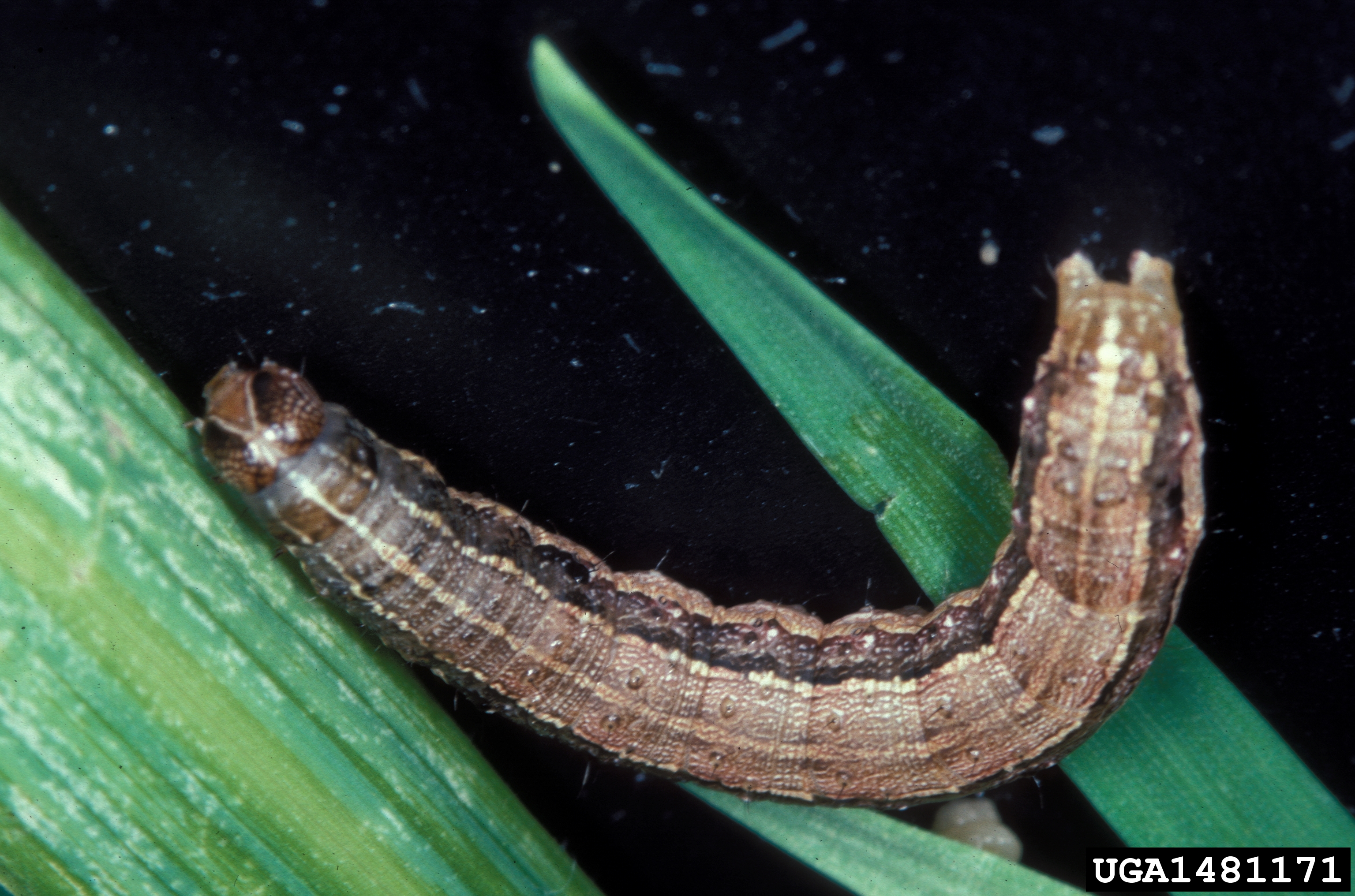
Raupe von Spodoptera frugiperda

Spodoptera frugiperda ist eine Schmetterlingsart aus der Familie der Eulenfalter (Noctuidae). Die Raupe wird im Englischen als fall armyworm („Herbst-Heerwurm“) bezeichnet. Die in Amerika fallweise auftretende Massenvermehrung der Falterart verursacht große Schäden auf Weiden und an Kulturpflanzen aus der Familie der Gräser, insbesondere an Mais.

## Merkmale
Die Falter haben eine Flügelspannweite von 32–40 mm, wobei die Weibchen im Durchschnitt etwas größer sind. Sie besitzen graubraune Vorder- sowie irisierende silber-weiß farbene Hinterflügel. An den Spitzen der Vorderflügel der männlichen Falter befindet sich ein dreiecksförmiger weißer Fleck. Die Raupen besitzen an ihrem Kopf eine charakteristische helle Y-förmige Zeichnung.

## Verbreitung
Die Schmetterlingsart ist im tropischen und subtropischen Amerika heimisch. In den Vereinigten Staaten ist sie hauptsächlich im Süden und Südosten vertreten. In Südamerika reicht ihr Vorkommen bis nach Argentinien. Spodoptera frugiperda wurde mittlerweile nach Afrika eingeschleppt. Sie wurde im Januar 2016 erstmals in den westafrikanischen Staaten Nigeria, Benin und Togo beobachtet. Seitdem breitet sie sich über weite Teile des südlichen Afrika aus und verursacht dort schwere Ernteschäden an Maisfeldern. Mit Stand November 2017 ist die Art in 38 Ländern Afrikas zu finden, und es wird befürchtet, dass 21 der ansonsten zu erwartenden 39 Millionen Tonnen der Maisernte durch diese Art vernichtet werden.
2018 wurde der Schädling erstmals in Indien beobachtet und es ist zu befürchten, dass er sich von dort in weiten Teilen Asiens ausbreitet. 2019 wurde von einer großflächigen Ausbreitung in China berichtet.

## Lebensweise
Die Falter fliegen in Florida von April bis Dezember. Sie sind dämmerungs- und nachtaktiv. Die Art bildet in nördlichen Gefilden (Minnesota und New York) lediglich eine Generation, während sie an der Golfküste bis zu 4 bilden kann. Es gibt 6 Raupenstadien. Im letzten Stadium erreichen die Raupen eine Länge von 34,2 mm. Die Verpuppung findet gewöhnlich im Erdboden in einer Tiefe von wenigen Zentimetern statt. Die Raupen fressen an verschiedenen Gräsern. Zu ihren Futterpflanzen gehören jedoch auch Kulturpflanzen wie Mais, Sorghumhirse, Luzerne und Hundszahngras (Cynodon dactylon).
Die erwachsenen Raupen verursachen die größten Fraßschäden.

## Nutzung
Im November 2021 wurde bekannt, dass die Raupe von Spodoptera frugiperda zur Herstellung eines proteinbasierten Totimpfstoffes gegen das Coronavirus COVID-19 verwendet wird. Die Pharmaunternehmen Novavax und Sanofi/GSK synthetisieren dabei das Spike-Protein in Zelllinien, die von den Ovarien des Nachtfalters abgeleitet wurden.